# Telefon Tel Aviv
Telefon Tel Aviv est un duo de musique électronique, formé en 1999 par Joshua Eustis et Charles Cooper (Charles Wesley Cooper III). Ils sont originaires de La Nouvelle-Orléans. En 2001, ils signent avec le label de musique électronique Hefty!Records, basé à Chicago. Ils sont  principalement connus pour leur travail en Intelligent dance music (IDM).
Leur 1er album Fahrenheit Fair Enough sort le 18 septembre 2001 et est favorablement accueilli par la critique. Il est suivi en 2002 par un maxi de 4 titres, Immediate Action #8.
Le 27 janvier 2004, paraît leur second album, Map of What Is Effortless duquel sera extrait le maxi My Week Beats Your Year.
Le 15 mai 2007 sort une compilation de remix  baptisée Remixes Compiled.
Le duo quitte Hefty!Records et rejoint le label d'Ellen Allien : Bpitch Control.
Le 23 janvier 2009 sort le 4e opus du groupe Immolate Yourself. La veille, le 22 janvier, Charles Cooper meurt accidentellement, à l'âge de 31 ans.
En 2013, Joshua Eustis participe à la tournée de Nine Inch Nails intitulée Twenty Thirteen Tour (en). Il compose également de la musique en solo sous le pseudonyme de Sons Of Magdalene.
En 2019, Eustis utilise à nouveau l'identité Telefon Tel Aviv pour publier un album solo intitulé Dreams Are Not Enough. Pour Libération, « ce disque semble prendre les choses là où elles en étaient restées avec Immolate Yourself, qui était déjà un album plus électronique, planant et sombre que les précédents Telefon Tel Aviv ».

## Discographie

### Albums studio
- Fahrenheit Fair Enough (2001)
- Map of What Is Effortless (2004)
- Immolate Yourself (2009)
- Dreams Are Not Enough (2019)

### Compilations & Live
- Remixes Compiled (2007)

### Maxis
- Immediate Action #8 (2002)
- My Week Beats Your Year (2004)
- You Are The Worst Thing In The World (Remixes) (2009)
- Immolate Yourself (Remixes) (2010)

### Bande Originale de Film
- New Port South (2001)

### Production
- L'Altra - Bring On Happiness (2004)
- L'Altra - Different Days (2005)
- Marc Hellner - Asleep On The Wing EP (2005)
- Marc Hellner - Marriages (2005)

### Remixes
- John Hughes - Got me lost_Driving in L.A. (Telefon Tel-Aviv mix) (2000)
- Nine Inch Nails - The Frail (Benelli remix) (2000)
- A Perfect Circle - Judith (Renhölder remix) (2000)
- The Aluminium Group - If You've Got A Lover (Telefon Tel-Aviv remix) (2000)
- Nine Inch Nails - Where Is Everybody? (Danny Lohner & Telefon Tel-Aviv remix) (2000)
- A Perfect Circle - 3 Libras (Feel My Ice Dub Mix) (2000)
- Phil Ranelin - Time Is Running Out (Telefon Tel-Aviv remix) (2001)
- Slicker - Keep On (Joshua Eustis ‘ Keep On Cuttin' remix) (2001)
- Nine Inch Nails - Even Deeper (Telefon Tel-Aviv remix) (2001)
- Midwest Product - A Genuine Display (Telefon Tel-Aviv remix) (2003)
- Telefon Tel Aviv - Fahrenheit Fair Enough (Tibbar Remix) (2003)
- A Perfect Circle - Weak And Powerless (Tilling My Grave Mix) (2003)
- Telefon Tel Aviv - My Week Beats Your Year (extended version) (2004)
- Slicker - Knock Me Down Girl (Telefon Tel-Aviv remix) (2004)
- Telefon Tel Aviv - Jouzu Desu Ne {Map Of What Is Effortless bonus track} (2004)
- A Perfect Circle - The Outsider (Resident Renholder Mix) (2004)
- Telefon Tel Aviv vs. Goodie Mob - Cell Therapy (2004)
- A Perfect Circle - Counting Bodies Like Sheep To The Rhythm Of The War Drums (2004)
- Apparat - Komponent(Telefon Tel-Aviv remix) (2005)
- Nitrada - Fading Away (Telefon Tel-Aviv version) (2005)
- Bebel Gilberto - All Around (Telefon Tel-Aviv mix) (2005)
- AmmonContact - Bbq plate (Telefon Tel-Aviv's Last Supper mix) (2005)
- The American Analog Set - The Green Green Grass (TTA version) (2005)
- Marc Hellner - Asleep On The Wing (Telefon Tel-Aviv version) (2005)
- Oliver Nelson - Stolen Moments (Telefon Tel-Aviv remix) (2005)
- Puscifer - Rev 22:20 (Rev 4:20 Mix) (2005)
- Carmen Rizzo feat. Esthero - Too Rude (Telefon Tel-Aviv remix) (2005)
- Marilyn Manson - Irresponsible Hate Anthem (Venus Head Trap Mix) (2005)
- Telefon Tel Aviv feat. Lindsay Anderson - Street Spirit (Fade Out) {Exit Music: Songs For Radio Heads} (2006)
- Chris Case featuring Rick Embach and Phil Ranelin - Deluge (Benelli Mix) (2006)
- Slicker - Lucas (JLE Remix) (2006)
- Telefon Tel Aviv - Sound In A Dark Room (Ryuichi Sakamoto remix) (2006)
- 刀郎 (Dao Lang) - 艾里甫與賽乃姆 (Telefon Tel-Aviv Remix) (2007)
- Apparat - Arcadia (Telefon Tel-Aviv remix - Edit) (2008)
- Apparat - Arcadia (Telefon Tel-Aviv Version) (2008)
- Carmen Rizzo feat. Kate Havnevik - All Is Forgiven (Charles Cooper III of Telefon Tel-Aviv Remix) (2008)
- Aus - Clocks (Joshua Eustis’ “Sons Of Magdalene” Dub) (2008)
- Puscifer - Indigo Children (JLE Dub Mix) (2008)
- Barbara Morgenstern - Come To Berlin (Telefon Tel-Aviv Mix) (2008)
- Genghis Tron - Relief (Telefon Tel-Aviv Dub) (2008)
- Puscifer - Lighten Up Francis (JLE Dub Mix) (2009)
- Art Of Trance - Swarm (Telefon Tel-Aviv Remix) (2009)
- SONOIO - Can You Hear Me (Telefon Tel-Aviv Remix) (2011)